# Кассім Хаджі
Кассім Хаджі (фр. Kassim Hadji, нар. 23 березня 2000) — коморський футболіст, півзахисник литовського клубу «Жальгіріс» та національної збірної Коморських Островів.

## Клубна кар'єра
Народився 23 березня 2000 року. Розпочав займатись футболом на батьківщині у клубах «Твамая» та «Волкан Клуб», а 2017 року перебрався до Франції, де провів три роки в академії «Олімпіка» (Ріє).
У дорослому футболі дебютував 2020 року виступами за команду «Ен Сюд», в якій провів один сезон, взявши участь у 5 матчах Національного чемпіонату 3, п'ятого за рівнем дивізіону Франції. Після цього він перейшов до швейцарського клубу «Стад Ньйон», і відіграв за команду з Ньйона наступні півтора сезони своєї ігрової кар'єри у третьому за рівнем дивізіоні країни.
7 лютого 2023 року уклав контракт з вищоліговим вірменським клубом «Арарат», у складі якого провів наступні два роки своєї кар'єри гравця. Граючи у складі «Арарата» також здебільшого виходив на поле в основному складі команди.
4 лютого 2025 року Хаджі підписав контракт з литовським клубом «Жальгіріс». 22 лютого 2025 року він дебютував за новий клуб у матчі за Суперкубок Литви проти клубу «Банга» (2:2), де забив два голи, чим допоміг своїй команді здобути трофей в серії пенальті. Станом на 9 липня 2025 року відіграв за клуб з Вільнюса 14 матчів в національному чемпіонаті.

## Виступи за збірну
17 жовтня 2023 року дебютував в офіційних матчах у складі національної збірної Коморських Островів у товариському матчі проти Кабо-Верде (2:1). З командою брав участь у Кубку КОСАФА у 2024 та 2025 роках, посівши на першому з них 4 місце, а на другому здобувши бронзові нагороди.
| Дата       | Місто       | Господарі         | Результат          | Гості                            | Турнір                                 | Голи | Примітки |
| ---------- | ----------- | ----------------- | ------------------ | -------------------------------- | -------------------------------------- | ---- | -------- |
| 17-10-2023 | Фос-сюр-Мер | Коморські Острови | 2 – 1              | Кабо-Верде                       | товариський матч                       | -    | 52'      |
| 17-11-2023 | Іконі       | Коморські Острови | 4 – 2              | Центральноафриканська Республіка | Відбір до ЧС 2026                      | -    | 77'      |
| 22-3-2024  | Марракеш    | Коморські Острови | 4 – 0              | Уганда                           | товариський матч                       | -    | 78' 79'  |
| 27-6-2024  | Гебеха      | Зімбабве          | 1 – 0              | Коморські Острови                | Кубок КОСАФА 2024 - 1-й етап           | -    |          |
| 30-6-2024  | Гебеха      | Кенія             | 0 – 2              | Коморські Острови                | Кубок КОСАФА 2024 - 1-й етап           | -    | 89'      |
| 2-7-2024   | Гебеха      | Коморські Острови | 1 – 0              | Замбія                           | Кубок КОСАФА 2024 - 1-й етап           | -    |          |
| 5-7-2024   | Гебеха      | Коморські Острови | 1 – 2              | Ангола                           | Кубок КОСАФА 2024 - півфінал           | -    |          |
| 7-7-2024   | Гебеха      | Коморські Острови | 2 – 2 (3 – 5 п.п.) | Мозамбік                         | Кубок КОСАФА 2024 - матч за 3-тє місце | 1    |          |
| 6-6-2025   | Блумфонтейн | Замбія            | 0 – 1              | Коморські Острови                | Кубок КОСАФА 2025 - 1-й етап           | -    |          |
| 9-6-2025   | Блумфонтейн | Коморські Острови | 0 – 0              | Ботсвана                         | Кубок КОСАФА 2025 - 1-й етап           | -    | 78'      |
| 13-6-2025  | Блумфонтейн | ПАР               | 3 – 1              | Коморські Острови                | Кубок КОСАФА 2025 - півфінал           | -    | 45'      |
| 15-6-2025  | Блумфонтейн | Мадагаскар        | 0 – 1              | Коморські Острови                | Кубок КОСАФА 2025 - матч за 3-тє місце | -    |          |
| Усього     |             | Матчів            | 12                 |                                  | Голів                                  | 1    |          |

## Титули і досягнення
- Володар Суперкубка Литви (1):

«Жальгіріс»: 2025